# Die Maurerfreude
Die Maurerfreude ми бемоль мажор, K. 471, также известная как Sehen, wie dem starren Forscherange — кантата австрийского композитора Вольфганга Амадея Моцарта.

## История
Основная статья: Моцарт и масонство
14 декабря 1784 года Моцарт вступил в венскую масонскую ложу «Zur Wohltatigkeit» («К благотворительности»), после чего начал посвящать ей большое количество своих произведений, среди которых были кантата «Laut verkünde unsre Freude» и «Maurerische Trauermusik». Однако не вся музыка предназначалась исключительно для закрытых заседаний.
Масоны регулярно проводили концерты, благотворительные акции и банкеты, на которых имели право присутствовать любые желающие. Для одного из таких мероприятий и была создана «Die Maurerfruede», написанная Моцартом на либретто Франца Петранав 1785 году.
В том же году кантата была анонсирована в газете и свободно продавалась.

## Состав оркестра и строение
Кантата состоит из 2 арий и речитатива.
Партитура кантаты в включает в себя:
- 2 гобоя;
- 2 валторны;
- кларнет;
- струнные (2 скрипки и альт);
- мужской хор;
- тенор;[4]

## Либретто
Arie: 
Sehen, wie dem starren Forscherauge
die Natur ihr Anlitz nach und nach enthüllet;
wie sie ihm mit hoher Weisheit
voll den Sinn und voll das Herz mit Tugend füllet:
das ist Maureraugenweide,
wahre, heiße Mauerfreude.
Rezitativ:
Sehen, wie die Weisheit und die Tugend
an den Maurer, ihren Jünger,
hold sich wenden, sprechen:
Nimm, Geliebter, diese Kron'
aus unsers ält’sten Sohns,
aus Josephs Händen.
Das ist das Jubelfest der Maurer,
das der Triumph der Maurer.
Arie mit Chor:
Drum singet und jauchzet, ihr Brüder!
Laßt bis in die innersten Hallen
des Tempels den Jubel der Lieder,
laßt bis an die Wolken ihn schallen!
Singt, Lorbeer hat Joseph,
der Weise, zusammengebunden,
mit Lorbeer die Schläfe
dem Weisen der Maurer umwunden.
Lorbeer hat Joseph,
der Weise, zusammengebunden,
mit Lorbeer der Schläfe
dem Weisen der Maurer umwunden.